# ソユーズTM-13
ソユーズTM-13 (Союз ТМ-13 / Soyuz TM-13) は、宇宙ステーション・ミールへの往来を目的とした、13回目の有人ミッションである。コールサインは「ドンバース（ドネツ炭田）」。オーストリアと、独立を間近に控えていたカザフスタンの宇宙飛行士が参加した。

## 乗組員

### 打上げ時
- アレクサンドル・ヴォルコフ (3) -  ソビエト連邦
- トクタル・アウバキロフ (1) -  カザフスタン
- フランツ・フィーベック (1) -  オーストリア

### 帰還時
- アレクサンドル・ヴォルコフ (3) -  ロシア
- セルゲイ・クリカレフ (2) -  ロシア
- クラウス＝ディートリッヒ・フラーデ (1) -  ドイツ

## ミッションハイライト
オーストリアとカザフスタンの科学者が乗っていたため、フライトエンジニアがいないという異例の飛行だった。ロシア人のベテラン飛行士アレクサンドル・ヴォルコフが船長を務めた。オーストリアはフィーベックのミールへの飛行のために700万ドルを支払い、まもなく独立するカザフスタンはバイコヌール宇宙基地を引き続き使わせることと引き換えにアウバキロフを参加させた。2人の科学者は軌道上からそれぞれの国を写真で撮影し、材料学や医学の実験を行ったのち、アナトリー・アルツェバルスキーと共にソユーズTM-12で地球へ帰還した。アルツェバルスキーと同じくTM-12でミールを訪れていたセルゲイ・クリカレフはもう半年滞在することになった。
ソユーズTM-13はミールに175日間接続されていた後、ソユーズTM-14でミールを訪れたフラーデを加えた3人を乗せて地球へ帰還した。ソビエト連邦のカザフ・ソビエト社会主義共和国から打ち上げられ、独立後のカザフスタンに着陸したクリカレフは「最後のソ連人」として知られる。